# Centaurea ulrichiorum
Centaurea ulrichiorum — вид квіткових рослин родини айстрових (Asteraceae). Ареал: Туреччина.

## Середовище
Centaurea ulrichiorum дотепер зареєстрована лише з його типового місцеположення біля Деміртаі на заході Центрального Тавру. Місцева популяція складається з двох основних стадій, кожна з яких має понад 20 квіткових пагонів, і близько 40 молодших, менших особин, більшість з яких на вегетативній стадії. Ретельний пошук протягом трьох років не зміг виявити більше рослин або додаткових місць. Плодоношення було рясним, але сім'янки були сильно заражені комахами. Вид росте на земляному, частково нестійкому, досить безплідному та сильно еродованому схилі, що зливається в берег під лісом Pinus brutia на висоті 950 метрів. Рослина відповідає категорії CR, згідно з критеріїв МСОП.

## Морфологічна характеристика
Це прямовисна багаторічна рослина 50–80 см заввишки, дуже розгалужена від основи з прямосвисними, повторно розгалуженими гілками, що несуть 4–6 квіткових голів. Стебла і листя залозисті й волосисті. Нижні листки ліроподібні, черешкові, з 1–4 частками з кожного боку, із черешком 4–15 × 1–2.5 см, часто неглибоко і неправильно зубчасті, черешок до 8 см завдовжки; середні — підовальної форми, сидячі, 3–5 × 1–1.5(2) см, з 1–3 маленькими частками, край кінцевої частки нечітко зубчастий або цільний, верхівка гостра або тупа; верхні поступово зменшуються, нерозчленовані. Квіткових голів до 10 на гілці, ті, що розташовані біля основи гілок, частково сидячі, верхні на квітконіжках довжиною 2–12 см і поодинокі, або зрідка зібрані в скупчення. Філярії солом'яного кольору, голі; придатки при квітці блідо-коричневі із зеленим центром, при плодах солом'яного кольору, вузько трикутні. Квітки рівномірно темно-пурпурувато-фіолетові. Сім'янки еліптичні, стиснуті з боків, 3.2–4 мм завдовжки, сіро-жовтувато-смугасті, блискучі. Папус стійкий, подвійний, багаторядний. C. ulrichiorum цвіте з початку липня до середини жовтня. Стиглі плоди починаються з листопада і можуть бути отримані не раніше кінця вересня.

## Етимологія
Рослина названа на честь своїх першовідкривачів, німецького фармацевта Роберта Ульріха, ентузіаста рослин з величезними знаннями про флору Південної Анатолії, і його дружини Гертруди.